# Страшљива сова
Страшљива сова (лат. Nesasio solomonensis) једина је врста сове из рода Nesasio. Ова врста је средње величине и ендемична је, односно живи само на Соломоновим Острвима и у Папуа Новој Гвинеји. Обично живи на надморској висини већој од 800 метара, и то у равничарским деловима или у брдовитим шумама.

## Опис
Расте до величине од 38 центиметара и има риђ фацијални диск са израженим белим обрвама. Унутрашња ивица фацијалног диска је такође беле боје. Доњи део тела је тамне окер боје, често прошаран браон нијансама и црнкастим пругама. Ова врста се често може помешати са врстом Ninox jacquinoti, мада је она нешто мања. Такође је слична и врсти Sceloglaux albifacies, која је изумрла.
Одазивање страшљиве сове слично је крику човека, а одазива се повећањем обима звука и понављањем истог у интервалима од десет секунди.

## Распрострањеност и станиште
Страшљива сова је ендемска врста у Папуа Новој Гвинеји и на Соломоновим Острвима, где обично живи у прашумама или околним шумама и на ободима шума, на надморској висини од око 2.000 метара. Процењује се да укупан број јединки износи око 6.000, односно око 4.000 одраслих јединки.

## Понашање
Иако се обично гнезди у дупљама и пукотинама, гнезда страшљиве сове се могу наћи и на крошњама дрвећа велике смокве, као и на ободима шума или близу вртова.